# 清双唇塞擦音
清双唇塞擦音[p͡ɸ]是由清雙唇塞音[p]与清雙唇擦音[ɸ]紧密结合形成的一个清塞擦音。该辅音是一种罕见的塞擦音，用于一些口语中。其浊音为浊双唇塞擦音[b͡β]。
目前并未发现该音在任何语言中作为独立音素存在，该音素往往作为清雙唇塞音、清雙唇擦音甚至是清唇齿塞擦音的同位异音存在。现代标准汉语中无此辅音，仅在个别汉语变体中存在与之类似的清唇齿塞擦音。英语的许多方言中存在该音，一般作为/p/的音位。德语、荷兰语的部分口音或方言中也存在此辅音。

## 特徵
清双唇塞擦音的特征：
- 調音方法屬於塞擦音，調音時先阻礙空氣在聲腔流動，再形成狹窄通道讓氣流通過發生湍流來調音。
- 調音部位是雙唇，即是以上唇及下唇調音。

- 發聲類型是清音，意味着發音時聲帶並不顫動。
- 本輔音是口腔輔音（口音），表示調音時空氣只從口裡流出。
- 本輔音為中央輔音，調音時氣流在口腔的中央流過舌面，而不從兩側流過。
- 氣流機制是肺部氣流，即由肺與橫膈膜驱动空气。

## 变体
| IPA | 描述           | 语音 |
| --- | -------------- | ---- |
| p͡ɸ  | 本位（不送气） |      |
| p͡ɸʰ | 送气pɸ         |      |

## 该音见于语言
| 语言       | 语言           | 词汇          | 國際音標      | 含义 | 备注                                    |
| ---------- | -------------- | ------------- | ------------- | ---- | --------------------------------------- |
| 荷蘭語     | 林特尔方言     |               | [ʊp͡ɸ]         | 上   | /p/的自由变体。见荷兰语音系。           |
| 英语       | 考克尼口音     | up            | [ˈɐʔp͡ɸ]       | 上   | /p/的音位变体。 见英語音系學            |
| 英语       | 标准英音       | up            | [ˈɐʔp͡ɸ]       | 上   | /p/的罕见的音位变体。见英語音系學       |
| 英语       | 威爾士英語     | up            | [ˈəp͡ɸ]        | 上   | /p/在词首和词尾的变体。 参见英語音系學  |
| 英语       | 利物浦英语     | up            | [ˈʊp͡ɸ]        | 上   | /p/在音节开始和词尾的变体。见英語音系學 |
| 德语       | 部分德语使用者 |               | [ˈtʁ̥ɔp͡ɸn̩]     | 滴   | /p͡f/的同位异音。参见標準德語音系。      |
| Kaingang语 | Kaingang语     | fy            | [ˈp͡ɸɤ]        | 种子 | /ɸ/的词首变体。                         |
| 北部提瓦语 | 陶斯方言       | [ˌp͡ɸìˑˈwɛ̈̄ːnǣ] | [ˌp͡ɸìˑˈwɛ̈̄ːnǣ] | 女儿 | 见陶斯语音系学                          |

### 引用
1. 1 2 3  Peters (2010)，第240頁.
2. ↑  Wells (1982)，第322-323頁.
3. ↑  Wells (1982)，第323頁.
4. 1 2  Gimson (2014)，第172頁.
5. 1 2  Penhallurick (2004)，第108-109頁.
6. 1 2  Wells (1982)，第372頁.
7. 1 2  Jolkesky (2009)，第680-681頁.